# Фрикер, Питер Расин
Пи́тер Раси́н Фри́кер (англ. Peter Racine Fricker; 5 сентября 1920, Лондон, Великобритания — 1 февраля 1990, Санта-Барбара, Калифорния, США) — английский композитор и педагог. Потомок Жана Расина.

## Биография
Учился в Королевском колледже музыки у Реджинальда Оуэна Морриса и Эрнеста Буллока. Во время Второй мировой войны служил в Королевских военно-воздушных силах Великобритании. Вернувшись к мирной жизни продолжил обучение музыке уже у Матьяша Шейбера и Майкла Типпетта. Будучи сторонником авангардизма, он, как и его современники Арнольд Шёнберг, Бела Барток и Пауль Хиндемит отдавал предпочтение додекафонии. Чаще всего писал инструментальную музыку. С 1952 года преподавал в Морли-колледже. С 1964 — профессор в Калифорнийского университета в Санта-Барбаре, а с 1970 руководитель кафедры музыки. В 1984—1986 годах был Президентом Международного фестиваля музыки и литературы в Челтнеме. Писал музыку к спектаклям, радиопостановкам и фильмам. Публиковался в прессе как музыкальный критик.

## Сочинения
- радиоопера «Смерть Вивьен» / The Death of Vivien (1956)
- балет «Кентерберийский пролог» / Canterbury Prologue (1951, Лондон)
- оратория «Видение Страшного суда» / The Vision of Judgment (1958)
- оратория «Магнификат» / Magnificat (1968)
- Симфония № 1 (1949)
- Симфония № 2 (1951)
- Симфония № 3 (1949)
- Симфония № 4 памяти Матьяша Шейбера (1949)
- Симфония № 5 с органом (1976)
- Симфония памяти Бенджамина Бриттена (1977)
- концерт для скрипки и камерного ансамбля (1950)
- концерт для скрипки и фортепиано (1954)
- концерт для 3-х пианино, струнных и тимбала, (1956)
- концерт для английского рожка и струнных (1950)
- струнный квартет № 1 (1948)
- струнный квартет № 2 (1953)
- струнный квартет № 3 (1975)

## Награды
- 1950 — Приз Кусевицкого на фестивале в Челтнеме (Симфония № 1)